# Picrostigeus svecofennicus
Picrostigeus svecofennicus is een vliesvleugelig insect uit de familie van de gewone sluipwespen (Ichneumonidae). De wetenschappelijke naam van de soort is voor het eerst geldig gepubliceerd in 2007 door Jussila.